# Ранвіль
Ранві́ль (фр. Ranville) — муніципалітет у Франції, у регіоні Нормандія, департамент Кальвадос. Населення — 1982 особи (01.01.2021).
Муніципалітет розташований на відстані близько 195 км на захід від Парижа, 10 км на північний схід від Кана.

## Історія
До 2015 року муніципалітет перебував у складі регіону Нижня Нормандія. Від 1 січня 2016 року належить до нового об'єднаного регіону Нормандія.

## Демографія
Динаміка населення (INSEE ):
Розподіл населення за віком та статтю (2006):
| Стать | Всього | До 15 років | 15-24 | 25-44 | 45-64 | 65-85 | Понад 85 |
| --- | ------ | ----------- | ----- | ----- | ----- | ----- | -------- |
| Чоловіки | 846    | 181         | 74    | 217   | 252   | 118   | 4        |
| Жінки | 906    | 153         | 138   | 197   | 252   | 158   | 8        |
| \| Статево-вікова піраміда \| Статево-вікова піраміда \| Статево-вікова піраміда \| \| ----------------------- \| ----------------------- \| ----------------------- \| \| Чоловіки \| Вік \| Жінки \| \| 4 \| 85 + \| 8 \| \| 12 \| 80-84 \| 24 \| \| 16 \| 75-79 \| 24 \| \| 47 \| 70-74 \| 43 \| \| 43 \| 65-69 \| 67 \| \| 59 \| 60-64 \| 59 \| \| 55 \| 55-59 \| 75 \| \| 67 \| 50-54 \| 59 \| \| 71 \| 45-49 \| 59 \| \| 79 \| 40-44 \| 63 \| \| 47 \| 35-39 \| 47 \| \| 59 \| 30-34 \| 75 \| \| 32 \| 25-29 \| 12 \| \| 35 \| 20-24 \| 55 \| \| 39 \| 15-20 \| 83 \| \| 71 \| 10-14 \| 55 \| \| 59 \| 5-9 \| 51 \| \| 51 \| 0-4 \| 47 \| |        |             |       |       |       |       |          |
| Статево-вікова піраміда |        |             |       |       |       |       |          |
| Чоловіки | Вік    | Жінки       |       |       |       |       |          |
| 4 | 85 +   | 8           |       |       |       |       |          |
| 12 | 80-84  | 24          |       |       |       |       |          |
| 16 | 75-79  | 24          |       |       |       |       |          |
| 47 | 70-74  | 43          |       |       |       |       |          |
| 43 | 65-69  | 67          |       |       |       |       |          |
| 59 | 60-64  | 59          |       |       |       |       |          |
| 55 | 55-59  | 75          |       |       |       |       |          |
| 67 | 50-54  | 59          |       |       |       |       |          |
| 71 | 45-49  | 59          |       |       |       |       |          |
| 79 | 40-44  | 63          |       |       |       |       |          |
| 47 | 35-39  | 47          |       |       |       |       |          |
| 59 | 30-34  | 75          |       |       |       |       |          |
| 32 | 25-29  | 12          |       |       |       |       |          |
| 35 | 20-24  | 55          |       |       |       |       |          |
| 39 | 15-20  | 83          |       |       |       |       |          |
| 71 | 10-14  | 55          |       |       |       |       |          |
| 59 | 5-9    | 51          |       |       |       |       |          |
| 51 | 0-4    | 47          |       |       |       |       |          |

## Персоналії

### Померли
- Антоненко Михайло — учасник I-го Конгресу Українських Націоналістів, провідник ОУН у Франції.

## Економіка
2010 року серед 1028 осіб працездатного віку (15—64 років) 675 були активними, 353 — неактивними (показник активності 65,7%, у 1999 році було 68,4%). З 675 активних мешканців працювали 633 особи (330 чоловіків та 303 жінки), безробітними було 42 (25 чоловіків та 17 жінок). Серед 353 неактивних 121 особа була учнем чи студентом, 163 — пенсіонерами, 69 були неактивними з інших причин.

У 2010 році в муніципалітеті числилось 675 оподаткованих домогосподарств, у яких проживали 1728,0 особи, медіана доходів виносила 21 886 євро на одного особоспоживача